# Chronologie de la France sous la Restauration
Pour un article plus général, voir Chronologie de la France.

## Louis XVIII et les Cent-Jours

### 1814
- 2 avril : Le Sénat proclame la déchéance de Napoléon Ier.
- 6 avril : Napoléon Ier signe son abdication à Fontainebleau.
- 30 mai : Louis XVIII signe le premier traité de Paris
- 4 juin : Louis XVIII octroie la Charte de 1814
- 12 mai : Ordonnance du 12 mai 1814 qui réorganise les corps d'infanterie de l'armée française afin de « déterminer la force et l'organisation de l'infanterie de l'armée française pour le pied de paix » et qui abandonne le drapeau tricolore au profit du drapeau blanc du royaume de France.
- 23 juin : Début du congrès de Vienne

### 1815

#### LesCent-Jours
- 26 février : Napoléon quitte l'île d'Elbe.
- 1er mars : Napoléon débarque à Golfe-Juan avec 800 hommes.
- 5 mars : le 5e régiment d'infanterie de ligne étant devant Grenoble, Napoléon seul face aux fusils convainc la troupe de se rallier à lui. Le lendemain c'est le 7e régiment d'infanterie de ligne qui se joint à sa troupe.
- 9 mars :  le roi Louis XVIII publie alors une ordonnance enjoignant à tous les militaires en congé limité de rejoindre, leur corps. Une autre ordonnance du même jour prescrit de compléter l'organisation des gardes nationales sédentaires et d'organiser dans chaque département les gardes nationaux pour marcher en compagnies, cohortes et légions. La rapidité de la marche de l'Empereur ne permettra pas d'exécuter les mesures prises par Louis XVIII.
- 20 mars : Napoléon arrive aux Tuileries.
- 23 mars : L'armée s'étant ralliée à Napoléon, Louis XVIII, qui est obligé de se réfugier à l'étranger, publie à Lille une ordonnance licenciant l'armée.
- 20 avril : Réorganisation des corps d'infanterie français par Napoléon
- Début de la campagne des Cent-Jours en Belgique.
- 9 juin : fin du congrès de Vienne (nov. 1814-juin 1815).
- 16 juin : victoire de Napoléon à Ligny, contre les troupes prussiennes du général Blücher.
- 18 juin : défaite de Napoléon à la bataille de Waterloo, contre les troupes  anglo-prussiennes des généraux Wellington et Blücher.
- 22 juin : Napoléon abdique pour la seconde fois.
- 22 juin au 7 juillet : Napoléon II
- Juin-septembre : « Terreur blanche » exercée par les bandes royalistes contre les partisans de la Révolution ou de l'Empire.

#### Seconde Restauration
- 8 juillet : Louis XVIII de retour à Paris ;
- 16 juillet : par ordonnance royale, Louis XVIII licencie l'armée française existante afin d'en organiser une nouvelle;
- 24 juillet : ordonnance condamnant cinquante-sept personnalités pour avoir servi Napoléon Ier durant les Cent-Jours après avoir prêté allégeance à Louis XVIII.
- 11 août : ordonnance de Louis XVIII sur l'organisation des légions départementales et l'organisation de la nouvelle armée;
- 14-22 août : élection de la « Chambre introuvable » dominée par les ultra-royalistes ;
- 24 septembre : le duc de Richelieu, un ancien émigré d'esprit modéré, devient chef du Gouvernement et forme le premier ministère Richelieu ;
- 26 septembre : constitution de la Sainte-Alliance en Europe ;
- 20 novembre : second traité de Paris ;

Occupation de la France, qui est ramenée à ses frontières de 1790.

### 1816
- 5 septembre : dissolution de la Chambre par Louis XVIII.
- Octobre : nouvelles élections, victoire des conservateurs (modérés).

### 1817
- 17 janvier : l'École polytechnique est recréée par Louis XVIII sous le nom d'école royale polytechnique.
- 5 février : Loi Lainé, nouvelle loi électorale censitaire (réservé aux personnes payant un certain niveau d'impôts) ; moins de 90 000 Français peuvent voter.
- 20 septembre : élections législatives, succès des libéraux.

### 1818
- 20 octobre: élections législatives, nouveau succès des libéraux.
- 30 novembre : retrait anticipé des troupes d'occupation de France, à la suite du paiement anticipé des indemnités de guerre exigées par les Alliés.
- Décembre : démission du duc de Richelieu, et formation du gouvernement Jean Joseph Dessolles, axé sur la gauche. Decazes en est le principal acteur.

### 1819
- 11 septembre : élections législatives : succès des libéraux.
- Novembre : démission du ministère Dessolles, auquel succède le duc Decazes.

### 1820
- 13 février : assassinat du duc de Berry, fils cadet du comte d'Artois, neveu de Louis XVIII et troisième héritier de la dynastie, par un bonapartiste pour éteindre la branche aînée des Bourbons. La duchesse de Berry se trouve être enceinte de « l'enfant du miracle ».
- 21 février : démission de Decazes, second ministère Richelieu composé de constitutionnels du centre-droit soutenu par les ultras, qui marque la fin de la période libérale de la Restauration.
- Mars : lois restreignant les libertés individuelles et la liberté de la presse (rétablit censure et autorisation préalable).
- 12 juin : loi du double vote
- 23 octobre : Réorganisation des corps d'infanterie français
- Novembre : élections législatives, nette victoire des ultra-conservateurs.

### 1821
- 5 mai : mort de Napoléon à Sainte-Hélène.
- Octobre : élections législatives, renforcement de la majorité ultra qui entre en opposition avec le duc de Richelieu.
- 12 décembre : démission du duc de Richelieu et formation du ministère Villèle, essentiellement ultra, dont la durée va être exceptionnellement longue : plus de six ans
- Naissance de Charles Baudelaire

### 1823
- Avril : l'expédition d'Espagne est un succès, les Français restaurent le roi Ferdinand VII.
- 24 décembre : dissolution de la chambre des députés.

### 1824
- 25 février au 6 mars : élections législatives, victoire écrasante des ultras.
- 16 septembre : mort du roi Louis XVIII.

## Charles X

### 1825
- 19 mai : mort de Claude Henri de Rouvroy, comte de Saint-Simon, suivie, le 22 mai par ses obsèques, au cimetière du Père-Lachaise, en présence d'Auguste Comte et de Barthélemy Prosper Enfantin.
- 29 mai 1825 : Charles X, frère de Louis XVIII et de Louis XVI, est sacré roi de France, et renoue avec la tradition des sacres à Reims.

### 1827
- 21 mai : adoption du Code forestier
- 15 juin : mise sous blocus par la marine française du port d'Alger, après "le coup d'éventail" ; ce blocus va durer trois ans
- 6 juillet : signature du Traité de Londres entre la France, la Grande-Bretagne et la Russie, concernant l'indépendance de la Grèce
- 20 octobre : Bataille de Navarrin, où la flotte ottomane est défaite par une coalition des marines française, britannique et russe
- Novembre : élections législatives anticipées après dissolution, victoire des opposants libéraux.

### 1828
- 5 janvier : fin du ministère Villèle et formation du ministère Martignac, promouvant une politique de libéralisme modéré.
- 18 juillet : loi sur la liberté de la presse, supprimant l'autorisation préalable.
- 17 août : la flotte française appareille du port de Toulon pour l'expédition de Morée, destinée à affermir la souveraineté grecque

### 1829
- mai 1829 : succès de l'expédition de Morée, fin de son volet militaire et retour des troupes en France
- 6 août : Charles X renvoie Martignac et charge un ultra, le prince de Polignac de former un gouvernement.

### 1830
- 18 mars : adresse des 221 (députés) constatant le désaccord du Parlement avec le gouvernement.
- 5 mai : le duc d'Angoulême passe en revue les troupes qui s'apprêtent à prendre part à l'expédition d'Alger
- 16 mai : « dissolution de 1830 » de la Chambre par Charles X.
- 25 mai : la flotte française de l'expédition d'Alger appareille du port de Toulon
- Juin-juillet : élections législatives, l'opposition libérale devient majoritaire.
- 5 juillet : la convention franco-algérienne de 1830 entérine le succès de l'expédition d'Alger
- La révolution de Juillet
  - 26 juillet : publication de quatre Ordonnances de Saint-Cloud par Charles X, restreignant les libertés individuelles et de la presse et dissolvant la Chambre.
  - 27-28-29 juillet : révolution à Paris, les « Trois Glorieuses ».
  - 2 août : abdication de Charles X (avec le contreseing de son fils, le dauphin, « Louis XIX ») en faveur de son petit-fils, le duc de Bordeaux, « Henri V ». Les Chambres ne le reconnaissant pas, les Bourbons décident de s'exiler.
  - Hésitation de 1830
  - Louis-Philippe Ier « roi des Français »

### Liste des chefs de gouvernement
- Charles-Maurice de Talleyrand-Périgord
- Armand Emmanuel du Plessis, duc de Richelieu
- Jean-Joseph, marquis Dessolles
- Élie, comte puis Decazes
- Jean-Baptiste, comte de Villèle
- Jean-Baptiste Sylvère Gay, vicomte de Martignac
- Jules, prince de Polignac